# Endre Kabos
Endre Kabos (n. 5 noiembrie 1906, Oradea, Austro-Ungaria – d. 4 noiembrie 1944, Budapesta, Regatul Ungariei) a fost un scrimer maghiar specializat pe sabie, laureat cu patru medalii olimpice, inclusiv trei medalii de aur. A cucerit și șapte medalii la Campionatul European (acum Campionatul Mondial), inclusiv șase de aur.

## Carieră
S-a născut în Oradea într-o familie evreiască. Potrivit tradiției, a primit un echipament de scrimă ca cadou de nașul său. Prietenii săi și-au bătut joc de el, dar s-a alăturat unui club de scrimă pentru a-le face în ciudă. A fost elevul maestrului italian Italo Santelli la Budapesta. În 1931 a cucerit aurul pe echipe la Campionatul European. În anul următor, la Jocurile Olimpice de la Los Angeles, a fost laureat cu bronz la individual și cu aur pe echipe. În anul 1933 a devenit campion mondial atât la individual, cât și pe echipe. Și-a reiterat performanța și în anul următor, precum și la Olimpiada din 1936 de la Berlin, unde a primit medalia de la Adolf Hitler.
În timpul celui de-al Doilea Război Mondial a fost scutit inițial de deportare datorită statutului de campion, apoi a fost trimit la un lagăr de muncă. Acolo a fost recunoscut de un gardian, care a reușit să-l trimită pe el la Budapesta, unde a lucrat ca șofer în armata. A murit pe 4 noiembrie 1944 cu sute de oameni, când Podul Margareta a fost aruncat în aer.